# メリクリ
「メリクリ」は、BoAの15枚目のシングル。

## 解説
- 「JEWEL SONG」以来2年ぶりのバラードシングル。
- 今作から再びCD-DAで発売（ただしレンタルはCCCD）。SACDおよびDVD-Audioでも発売されている。
- 日韓同時発売。韓国版のタイトルはMerry-Chriとなっていて、収録曲は同じ。こちらはCCCD、スペシャルパッケージ使用である。
- プロモーションビデオは北海道勇払郡占冠村の水の教会（星野リゾート トマム内）および根室本線の落合駅（北海道空知郡南富良野町）で撮影している。また、偶然に降ってきた初雪をそのまま演出に使用した[1]。なお、落合駅は根室本線の富良野駅 - 新得駅間の廃止に伴い、2024年4月1日に廃駅となった。
- 今作からはカラオケバージョンのタイトルが「Instrumental」から「TV MIX」になった。
- 2007年第58回NHK紅白歌合戦において、「BoA ウィンター・バラード・スペシャル」と題して「LOVE LETTER」とメドレーで歌唱された。

## 収録曲

### 日本版
1. メリクリ
  - 作詞：康珍化／作曲・編曲：原一博
  - 同2008年に「メリクリ～New Best Album Ver～」としてオーディオテクニカのCMソングとして起用され、2009年発売のベスト『BEST & USA』に「メリクリ [BEST & USA Version]」として収録。
  - 2015年12月16日発売の39thシングル「Lookbook」に「メリクリ (Happy 15th Anniversary ver.)」としてセルフカバーバージョンが収録。
2. MEGA STEP
  - 作詞：BoA、渡辺なつみ／作曲：KIM HIROSHI／編曲：YANAGIMAN
3. THE CHRISTMAS SONG
  - 編曲：COLDFEET
  - クリスマスの定番曲をカバー。単独名義でのカバーは初。
4. メリクリ（TV MIX）
5. MEGA STEP（TV MIX）

### 韓国版
1. Merry-Chri
  - 韓国語詞：BoA
2. MEGA STEP
  - 韓国語詞：BoA
3. THE CHRISTMAS SONG
4. Merry-Chri（Instrumental）
5. MEGA STEP（Instrumental）
  - 上記2曲は日本版のTV MIXと違いコーラスがない。

## タイアップ
メリクリ
- 東芝「au CDMA 1X WIN W21T」CMソング

MEGA STEP
- アキレス「SKECHERS」CMソング

## カバー
- 西脇睦宏（2008年） - インストゥルメンタル（オルゴール）。アルバム『オルゴール J-POP クリスマス Vol.3』収録。
- ウィーザー（2008年） - アルバム『ウィーザー (ザ・レッド・アルバム)（英語版）』日本盤ボーナス・トラック収録。
- クリス・ハート（2014年） - アルバム『Christmas Hearts』他収録。
- 小林愛香（2020年） - 自身のファンクラブイベント｢Christmas PARTY!!｣にて歌唱。